# Corynespora
Corynespora Güssow – rodzaj grzybów z rzędu Pleosporales. W Polsce występuje Corynespora cassiicola wywołująca plamistość liści u wielu gatunków roślin, a u roślin uprawnych korynesporozę dyniowatych, korynesporozę soi i korynesporozę pomidora.

## Systematyka
Pozycja w klasyfikacji według Index Fungorum
Corynespora, Corynesporascaceae, Pleosporales, Pleosporomycetidae, Dothideomycetes, Pezizomycotina, Ascomycota, Fungi.
Rodzaj ten utworzył Hans Theodor Güssow w 1905 r. Synonimy: Coccosporium Corda 1831, Corynespora Güssow 1905, Corynesporasca Sivan. 1996.

## Charakterystyka
Grzyby mikroskopijne, pasożytnicze i saprotroficzne szeroko rozprzestrzenione na całym świecie i występujące na licznych gatunkach roślin, szczególnie w strefie klimatu tropikalnego. Konidiofory proste, nierozgałęzione, oliwkowobrunatne. Są endobiontami; z zanurzonej w tkankach rośliny grzybni konidiofory wyrastają pojedynczo, przebijając skórkę żywiciela. Komórki konidiotwórcze cylindryczne. Mają na szczycie jeden tylko punkt konidiotwórczy, w którym enteroblastycznie tworzą się konidia. Po powstaniu konidium komórka konidiotwórcza wydłuża się i na jej szczycie powstaje następny punkt konidiotwórczy. Konidia powstają pojedynczo, rzadko w krótkich łańcuszkach akropetalnych. Są odwrotnie maczugowate, brunatne, kilku– do kilkunasto–komórkowe. Mają ściętą podstawę, na której jest wyraźna, ciemnobrunatna blizna po miejscu oderwania się od komórki konidiotwórczej.
Występują głównie w postaci anamorfy.Teleomorfa dawniej zaliczana była do odrębnego rodzaju Corynesporasca, obecnie jest synonimem rodzaju Corynespora.